# 호세 훙코사
호세 훙코사 벨문트(스페인어: José Juncosa Bellmunt; 1922년 2월 2일, 례이다 도 레스 보르제스 블랑케스 ~ 2003년 10월 31일, 타라고나 도 레우스)는 스페인의 전 축구 공격수이자 감독이다.

## 수상
아틀레티코 마드리드
- 라 리가: 1949-50, 1950-51
- 코파 에바 두아르테: 1951